# Thrypticus pruinosus
Thrypticus pruinosus är en tvåvingeart som beskrevs av Octave Parent 1932. Thrypticus pruinosus ingår i släktet Thrypticus och familjen styltflugor. Arten är reproducerande i Sverige. Inga underarter finns listade i Catalogue of Life.